# Толоса
Толо̀са (на испански: Tolosa; на баски: Tolosa) е град в Северна Испания, провинция Гипускоа на Баската автономна област. Намира се в долината на река Ория, на 25 km южно от Сан Себастиян. Населението му е около 18 000 души (2005).

## Етимология
Топонимът Tolosa се свързва с корена от прединдоевропейските езици, ilirio-ligur, tol, toll, tul или tull, което означава „забележителен“. Същият корен се среща при Толедо или окситанските Тулузаи Тулон. Толоса е основан от краля на Кастилия, Алфонсо Х Мъдри през 1256 година.

## Родени в Толоса
В Толоса е роден футболистът Шаби Алонсо (р. 1981).